# Manuel Pinto de Fonseca
Manuel Pinto de Fonseca (* 24. Mai 1681 in Lamego, Portugal; † 23. Januar 1773 in Valletta, Malta) war vom 18. Januar 1741 bis zu seinem Tod (1773) der 68. Großmeister des Malteserordens.

## Leben
Als portugiesischer Adliger war er bis zu seiner Wahl zum Großmeister Ordensritter der kastilischen Zunge des Malteserordens.
Im Jahre 1749 lehnte sein Leibwächter Cassar die Beteiligung an einem muslimischen Sklavenaufstand ab, der von Mustafa Pascha, einem späteren Großwesir des Sultans Osman III., geplant wurde. Dies führte zur Aufdeckung und Unterdrückung der Revolte. Dieses Ereignis wurde dann an jedem 29. Juni gefeiert.
Er ließ die Herberge der Kastilier (Auberge de Castille et Leone), welche bereits 1574 begonnen worden war, vollenden. Es ist eines der imposantesten Gebäude in Valletta.
Er war mit dem Hochstapler und Alchemisten Cagliostro befreundet.
Er pflegte beste Verbindungen in die europäischen Herrscherhäuser und baute die Ordensarmee maßgeblich aus. Er engagierte sich für die Künste und die Bildung. 1768 vertrieb Pinto die Jesuiten von Malta, löste das jesuitische Collegium Melitense auf und gründete 1769 die „Universität für Allgemeine Studien“, die heutige Universität Malta.